# جون جوستين (لاعب كريكت)
جون جوستين (بالإنجليزية: John Heath)‏ (12 نوفمبر 1807 في المملكة المتحدة - 7 نوفمبر 1878 في المملكة المتحدة) هو لاعب كريكت بريطاني (وحمل سابقاً جنسية المملكة المتحدة لبريطانيا العظمى وأيرلندا). لعب مع نادي مقاطعة سري للكريكت ‏.

## وصلات خارجية
- جون جوستين على موقع إي آس بي آن كريك إنفو (الإنجليزية)